# Jim Payne (Musiker)
James Martin „Jim“ Payne (* 1943) ist ein amerikanischer Funk- und Fusionmusiker (Schlagzeug, Komposition) und Musikproduzent.

## Leben und Wirken
Payne lernte zunächst Akkordeon. Er begann als Teenager in Connecticut seine musikalische Karriere Ende der 1950er Jahre, als er als Autodidakt am Schlagzeug bei einer lokalen Doo-Wop-Band, den Deltrons, erste Erfahrungen sammelte. Während seines Studiums an der Yale University spielte er in R-&-B-Bands wie Prince La La La & the Midnight Creepers und den Five Satins. Er verbrachte die Sommer in Florida mit einer lokalen Band, die als Vorgruppe Hank Ballard, Eddie Floyd und Spyder Turner unterstützte.
Danach absolvierte er in New York seinen Master in Betriebswirtschaft an der Columbia University und begann ein Musikstudium an der Juilliard School und der Manhattan School of Music mit Unterricht bei Sonny Igoe, Henry Adler und Philly Joe Jones. Er arbeitete mit einer Vielzahl von Gruppen und Künstlern, darunter Blues Magoos (Gulf Coast Bound, 1970), National Lampoon Radio Dinner, Neil Harbus, Link Wray, Esther Phillips, Esther Satterfield, Edwin Birdsong (mit den Brecker Brothers), Dave Liebman oder dem San Francisco Inspiration Choir. Während dieser Zeit wirkte er zudem als musikalischer Leiter für die Motown-Sängerin Mary Wells.
Besuche bei Steve Cropper, Al Jackson, Jr. und Albert King in Memphis inspirierten Payne, selbst zu komponieren und zu produzieren. In den frühen 1980er Jahren war er mit Ray Anderson, Allan Jaffe, Mark Helias und Steve Elson Gründungsmitglied der Funkband  Slickaphonics, mit der er fünf selbstproduzierte Alben für Enja und Teldec einspielte und mehrfach in den USA und Europa auf Tournee war. 1988 zog Payne nach Florida und schrieb und produzierte für King Snake Studios; dabei arbeitete er mit Künstlern wie Rufus Thomas, Razzy Bailey, Alex Taylor, Ace Moreland und Gregg Allman. Für Gramavision Records produzierte er die J.B.Horns mit Maceo Parker und Pee Wee Ellis. Zurück in New York entstanden weitere Produktionen für Enja, TDK/Core Japan, Tokuma Japan und Gramavision. Unter anderem produzierte er Medeski, Martin & Wood (It’s a Jungle In Here sowie Friday Afternoon in the Universe), David Fiuczynski/John Medeski (Lunar Crush), aber auch sein Album Jim Payne’s New York Funk Vol.1. (Gramavision). Daneben arbeitete er auch mit seiner Band House of Payne.
In den letzten Jahren konzentrierte sich Payne auf seine eigenen Band mit Jerry Z an der Orgel und Bill Bickford, mit der er mehrfach auf Tournee war; ihr erstes Album Sensei (2003) erreichte Platz 33 der Jazz-Charts; 2005 folgte das Album energie.
1992 erschien eine Schlagzeugschule für Beginner, Drums from Day One. 1999 verfasste Payne das Buch Funk Drumming (neuere Auflagen als Advanced Funk Drumming). Nach einer Biographie über Tito Puente erschien 2016 sein Schlagzeuger-Lexikon Give the Drummers Some!. Zudem unterrichtet er als Schlagzeuglehrer.